# Лазар Стефанов (военен)
 Тази статия е за революционера от Банско и съветски офицер.  За българския революционер от Велгощи вижте Лазар Стефанов (революционер).  
Лазар Иванов Попстефанов или Стефанов (изписване до 1945 година: Лазаръ попъ Стефановъ) е български комунистически революционер и офицер от Червената армия, полковник.

## Биография
Роден е на 17 април 1897 година в разложкото село Банско, тогава в Османската империя. Учи в Банско, Солун, Самоков. В 1916 година завършва Кюстендилската гимназия. Взема участие в Първата световна война.
Стефанов е сред основателите на Младежкото комунистическо дружество в Банско. През 1923 година подпомага Владимир Поптомов при организирането Септемврийското въстание. По време на въстанието командва групата, която напада казармата в Мехомия. След потушаването на бунта, успява да избяга в Кралството на сърби, хървати и словенци. Осъден е задочно на смърт. В СХС завършва Юридически факултет. По-късно заминава за СССР, където в 1932 година завършва Военната академия „Михаил В. Фрунзе“. Заема различни постове в Червената армия. След като Германия напада Съветския съюз застава начело на дивизия. Убит е на Източния фронт през 1941 година.